# Manfred Wörner
Manfred Hermann Wörner (24 de setembro de 1934 – 13 de agosto de 1994) foi um político e diplomata alemão. Ele serviu como ministro da Defesa da Alemanha Ocidental entre 1982 e 1988. Ele então serviu como o 7° Secretário-Geral da OTAN de 1988 a 1994. Seu mandato como Secretário-Geral viu o fim da Guerra Fria e a reunificação alemã. Enquanto ocupava esse cargo, ele foi diagnosticado com câncer, mas, apesar da doença, continuou servindo até seus últimos dias.

## Biografia
Ele cresceu na casa de seu avô em Stuttgart-Bad Cannstatt e frequentou o Johannes-Kepler-Gymnasium.  Ele era casado com Elfie Wörner, que apoiava diversas agências humanitárias relacionadas ao exército alemão e que morreu de um tumor em 4 de julho de 2006. 

## Educação
Após se formar em 1953, ele estudou direito em Heidelberg, Paris e Munique. Ele encerrou seus estudos em 1957 com o primeiro e em 1961 com o segundo Staatsexamen. Ele obteve seu título de Dr. jur. em 1961 escrevendo sobre Direito Internacional. Depois, ele trabalhou para a administração de Baden-Württemberg. Ele foi funcionário do condado de Oehringen até 1962, do Landtag de Baden-Württemberg até 1965 e do Condado de Göppingen. Wörner era piloto de jato e oficial da reserva da Força Aérea Alemã. 

## Carreira política
Wörner era membro do CDU e foi eleito para o parlamento alemão, representando Göppingen. 
Em 4 de outubro de 1982, foi nomeado Ministro Federal da Defesa no governo de Helmut Kohl. Wörner desempenhou um papel importante na defesa da decisão da OTAN de implantar mísseis balísticos de alcance intermediário (IRBM) após negociações de redução de armas com a União Soviética para reverter a implantação soviética de seus mísseis balísticos de alcance intermediário (IRBM) SS-20 dos anos anteriores. 
Em 1983, Wörner enfrentou críticas devido ao escândalo em torno do general alemão Günter Kießling. O serviço secreto militar alemão acusou Kießling de ser homossexual — o que mais tarde foi revelado como um caso de identidade trocada — e Wörner ordenou a aposentadoria antecipada de Kießling, já que a homossexualidade era considerada um risco à segurança na época. Kießling insistiu em procedimentos disciplinares contra si mesmo e acabou conseguindo sua reintegração. Wörner aceitou a responsabilidade política pelo caso e, em 18 de maio de 1984, apresentou sua renúncia, que foi rejeitada pelo chanceler alemão Helmut Kohl. 

## Secretário-Geral da OTAN (1988-1994)
Em dezembro de 1987, os 16 membros da OTAN elegeram Wörner Secretário-Geral. Ele foi o primeiro alemão a ser nomeado para esse cargo. Renunciando ao seu cargo no governo alemão, ele assumiu o cargo em 1º de julho de 1988.
Um discurso proferido por Wörner  em 1990 no Bremer Tabak Collegium tornou-se objeto de controvérsia    quando Vladimir Putin o citou no seu discurso de 2007 na 43.ª Conferência de Munique sobre Política de Segurança  para afirmar que a OTAN fez uma promessa de não se expandir para leste após o fim da Guerra Fria.
Wörner executou suas funções como Secretário-Geral da OTAN apesar de uma doença grave e até sua morte por câncer colorretal em 1994. Ele está enterrado no cemitério de Hohenstaufen, perto de Göppingen.

## Vida pessoal
Em dezembro de 1972, Wörner casou-se com Anna-Maria Casar. De 1982 até sua morte, ele foi casado com Elfie Wörner, nascida Reinsch (1941–2006). 

## Homenagens

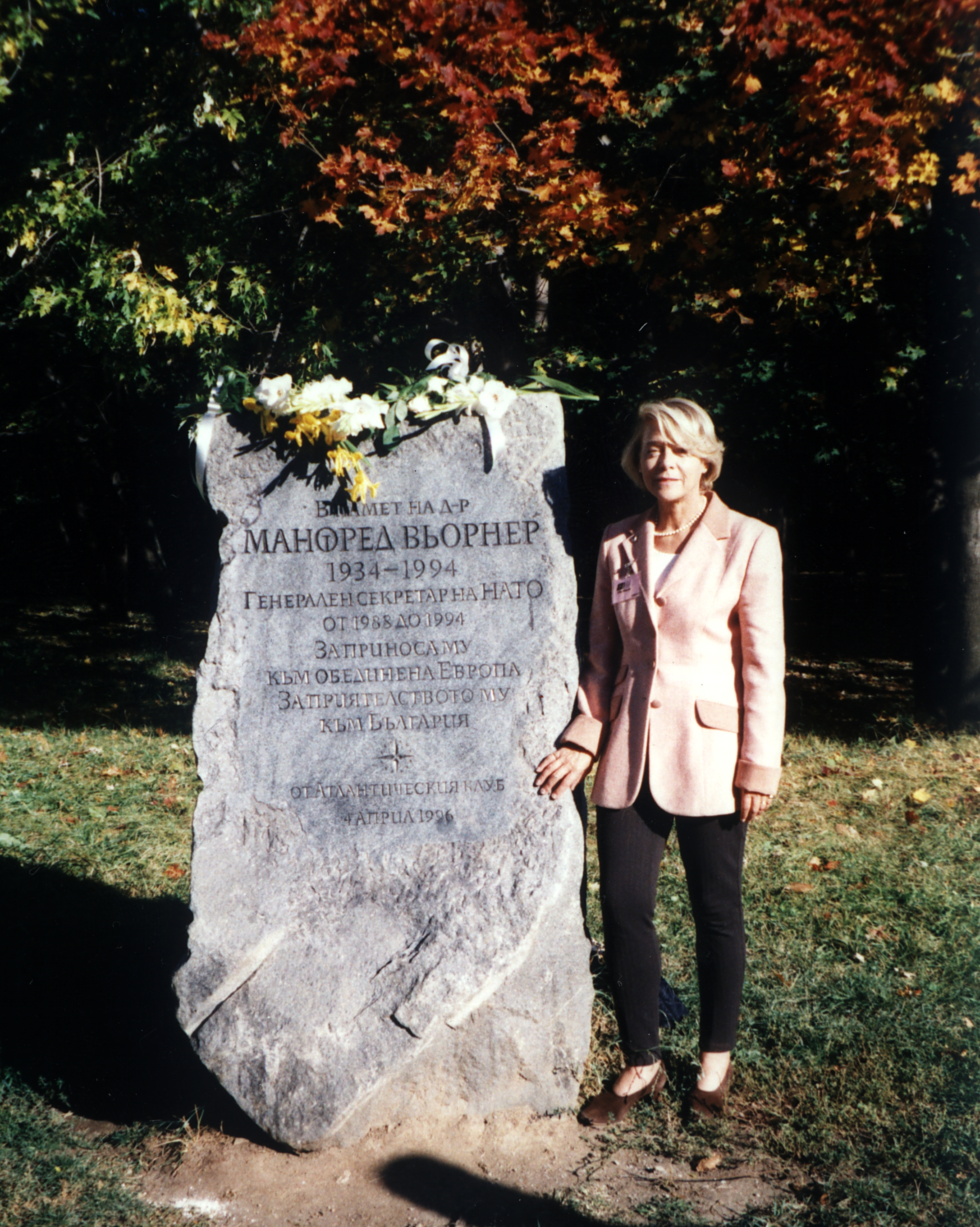
A esposa do Dr. Wörner, Elfie, em seu monumento em South Park, Sofia, Bulgária

### Medalha
Desde 1996, o Ministério Federal da Defesa concede anualmente a Medalha Manfred Wörner para homenagear figuras públicas que prestaram "serviços meritórios especiais à paz e à liberdade na Europa".  

### Outros
O Seminário Manfred-Wörner, um seminário de informações sobre políticas de segurança do Ministério Federal da Defesa da Alemanha para jovens executivos civis da Alemanha, Estados Unidos e outras nações europeias, recebeu o nome de Manfred Wörner para homenagear seus méritos no diálogo e entendimento transatlântico. 
Wörner Gap, na Ilha Livingston, nas Ilhas Shetland do Sul, Antártida, recebeu esse nome em homenagem ao Dr. Wörner em reconhecimento à sua contribuição para a unificação europeia. 